# 掛川裕彦
掛川 裕彦（かけがわ ひろひこ、10月11日 - ）は、日本の声優、俳優、ナレーターである。埼玉県出身。青二プロダクション所属。

## 来歴
声優になろうと思った理由は高校時代に放送部などに所属し、アナウンスを少しばかりかじっており、NHK主催の高校放送コンクールに出場して、全国で3位を獲得。それで味をしめていたが「プロはそんなに甘くないでしょうし、やっぱり堅いほうに行こうか」と考えていたが、諦め切れなかったからと語る。
早稲田大学卒業後、地方公務員、会社員をしていた。
声優に転向した理由は、「今やらないと死ぬまで後悔するんじゃないかと思ったから」というのが最後の決断材料だったといい、青二塾東京校の6期生となる。同期には草尾毅や冬馬由美などがおり、周囲が当時18 - 19歳ばかりの中、28歳で通っていた。1986年放送のテレビアニメ『聖闘士星矢』のライオネット蛮役で声優デビュー。
当初は親元を離れて生活していたことを利用し、両親には声優への転向を隠していたが、『ゲゲゲの鬼太郎（第3作）』を偶然見ていた両親にクレジットで名前を発見され、知られてしまったという。

## 人物・特色
様々なアニメで番組レギュラーとして活躍している名バイプレーヤー。
神谷明からは妙に老けた新人の割に慇懃で快く思われていなかったが、次第に打ち解けて行き、2年経ってから「プロになった」と評されている。
特技はアイススケート、軟式野球。趣味は読書。活字離れしないよう、常に文庫本を持ち歩いて休日も読んでいるなど、「病気の域に入っている」ほどの活字中毒だという。

## 出演
太字はメインキャラクター。

### テレビアニメ
1986年
- 聖闘士星矢（1986年 - 1988年、ライオネット蛮、ガイコツ、パエトン参謀）

1987年
- エスパー魔美（1987年 - 1989年、船頭、車掌、市役所職員、店長、警備員 他）
- 仮面の忍者 赤影
- ゲゲゲの鬼太郎（第3作）（餓鬼A、政治家）
- 新メイプルタウン物語 パームタウン編（工事人、バンドリーダー、運転手、観測所員）
- ついでにとんちんかん（引飛先生）
- ドラゴンボール（村人、弟子）
- トランスフォーマー ザ☆ヘッドマスターズ（ラビットキッド、フレンジー、バトルトラップ、ガイド）
- ビックリマン（1987年 - 1989年、悪魔応援団、墓魔、魔かいだん、サッカ鬼、魔君ポセイドス 他）

1988年
- 魁!!男塾（ヤクザB、大入道、教官）
- 闘将!!拉麵男（客、修業僧C、修業僧）
- トランスフォーマー 超神マスターフォース（アナウンサー、若者C、コンピューター、館長、ドライバーA 他）
- ひみつのアッコちゃん（第2作）（1988年 - 1989年、手下猫、消防団員、魚屋、豆三、大巨岩 他）
- 名門!第三野球部（土屋秀夫）

1989年
- 悪魔くん（1989年 - 1990年、航海士、カー、ガハハ3人組、オシリス王、フランネール〈2代目〉 他）
- 美味しんぼ（1989年 - 1991年、相川料理長〈初代〉、時山外信部長、栗田信一〈2代目〉、仁田編集長）
- おぼっちゃまくん
- キテレツ大百科（トンガリのパパ〈2代目〉、小川刑事 他）
- シティーハンター（フロント係、店主、紳士）
- 新ビックリマン（コカバン、Lクトン公）
- チンプイ（1989年 - 1990年、郵便配達、アナウンサー、父、司教、運転手、番頭、父親、近衛兵）
- ドラゴンクエスト（1989年 - 1991年、ギズモ、オルテガ 他）
- ドラゴンボールZ（1989年 - 1993年、案内人、男、バーボン）
- 戦え!超ロボット生命体 トランスフォーマーV（ブレイバー、ジャルガー、マスター、監視員、ヨクリュウ）
- ビリ犬なんでも商会（執事）
- YAWARA!（1989年 - 1992年、権守、川上先生、審判、ルネ、デービス 他）

1990年
- かりあげクン（友人B、田中、花屋の主人）
- ちびまる子ちゃん（1990年 - 、戸川先生、静岡のおじいちゃん、佐々木のじいさん、ブー太郎の父、よし子の父 他） - 2シリーズ
- ドラゴンボールZ たったひとりの最終決戦〜フリーザに挑んだZ戦士 孫悟空の父〜（サイヤ人A）
- まじかる☆タルるートくん（パイロット、銀行強盗〈帽子〉、支配人）
- 魔神英雄伝ワタル2（ロボット）
- 魔法使いサリー（1990年 - 1991年、獣医、教師、ナンシーの父、悪魔、トモ子の父 他）
- 私のあしながおじさん（警官）
- 笑ゥせぇるすまん（1990年 - 1992年、バーテンダー、ドクター）

1991年
- ウルトラマンキッズ 母をたずねて3000万光年（おまわりさん）
- きんぎょ注意報!（田中山、不良牛）
- キン肉マン キン肉星王位争奪編（1991年 - 1992年、キン肉マンゼブラ、ディッキーマン、キン骨マン、ブロッケンJr.、ウォーズマン、寄生超人 他）
- それいけ!アンパンマン（チョコレートパンマン〈2代目〉、左大臣〈初代〉）
- トラップ一家物語（紳士、救急隊員）
- 21エモン（1991年 - 1992年、ウキキラー星人、スズキラス、ホシノ監察官、ポロロッコリー、ヌエ 他）
- ハイスクールミステリー学園七不思議（担任、しのぶの父）
- 八百八町表裏 化粧師
- RPG伝説ヘポイ（マッカサン）

1992年
- 美味しんぼ 究極対至高 長寿料理対決!!（編集部員）
- クレヨンしんちゃん（1992年 - 2024年、ブラックタートル〈初代〉、フロントのおじさん、エンゾG、金閣、おじさん 他）
- 少年アシベ2
- スペースオズの冒険（ビスティ）
- 大草原の小さな天使 ブッシュベイビー（モーリス）
- 超電動ロボ 鉄人28号FX（司会者、レイ）
- ママは小学4年生（医者、よっぱらい、村人A、八百屋監督、ジョバンニ）
- 横山光輝 三国志（李典）

1993年
- 機動戦士Vガンダム（1993年 - 1994年、オイ・ニュング、クランスキー、ハズ・カイフ、シュバッテン艦長、マケドニア兵A 他）
- 剣勇伝説YAIBA（八鬼 / バットガイ）
- GS美神（銀行支店長、ボスキャラン、ナイトメア）
- ツヨシしっかりしなさい（大男、教官）
- 忍たま乱太郎（1993年 - 2025年、戸部新左ヱ門、雨鬼〈2代目〉、庄左ェ門の祖父〈初代〉、寝言占い師、竜王丸〈代役〉、彗鬼、日向墨男〈代役〉 他）
- バトルファイターズ 餓狼伝説2（アクセル・ホーク）
- 勇者特急マイトガイン（1993年 - 1994年、小沢昭一郎、ダイノボンバー、主任、ドクター・ゲンパク、ドリルダイバー、魔風、忍者）
- 若草物語 ナンとジョー先生（エド）

1994年
- 蒼き伝説シュート!（監督、先生、宍戸和茂〈2代目〉）
- カラオケ戦士マイク次郎（1994年 - 1995年、次郎の父、のどのほとけ、ディレクターX）
- 機動武闘伝Gガンダム（屋台の住人、ディーラー）
- キャプテン翼J（ふらの小校長）
- レッドバロン（オージン）

1995年
- アニメ世界の童話（父親、サンタクロース、タック 他）
- 黄金勇者ゴルドラン（銭又平次、マック）
- SLAM DUNK（湘南ボーイ主人、店長）
- スレイヤーズ（1995年 - 2009年、ディルギア） - 2シリーズ
- 飛べ!イサミ（月影泰之、南蛮天狗）
- モジャ公（校長）
- ロミオの青い空（門番）

1996年
- 機動新世紀ガンダムX（グラント・スチュアート議長、テッサ・テイン）
- ゲゲゲの鬼太郎（第4作）（1996年 - 1997年、署長、夜行さん）
- 名探偵コナン（1996年 - 2024年、漣兆次郎、林太郎、赤沢善一〈赤シャツ〉、横山伸晃、会澤謙蔵、尾方将司 他）
- YAWARA! Special ずっと君のことが…。（審判）

1997年
- 超魔神英雄伝ワタル（1997年 - 1998年、ドナルカミ大王）

1998年
- カウボーイビバップ（アナウンサー1）
- ガサラキ（源頼光）
- 彼氏彼女の事情（おやじ）
- 時空探偵ゲンシクン（エジソン）
- ドラえもん（テレビ朝日版第1期）（1998年 - 2002年、親父、工事人A、教授）
- 熱沙の覇王ガンダーラ（オーナー）
- ロスト・ユニバース（ラグド・メゼギス）

1999年
- イソップワールド（ボビー）
- GTO（1999年 - 2000年、山王丸浩司、雅の父、下條良人 他）
- 週刊ストーリーランド（魔術師、村人4、教務1、刑事A）
- ∀ガンダム（ホレス・ニーベン）
- ドクタースランプ（海賊ボス）
- ひみつのアッコちゃん（第3作）（スマイル）
- Bビーダマン爆外伝（ドクターシャドー、炎のダークモンスター）
- MASTERキートン（蒸留所の社長）

2000年
- アルジェントソーマ（学者A）
- 機巧奇傳ヒヲウ戦記（組頭、超順）
- 勝負師伝説 哲也（倶楽部店長、東の店長）
- BRIGADOON まりんとメラン（隊長）
- 六門天外モンコレナイト（ギルマンの長）

2001年
- シャーマンキング（アナテル）

2002年
- Witch Hunter ROBIN（初老の男）

2003年
- あたしンち（2003年 - 2006年、自転車屋の店主、アナウンサー、父の同僚1、TVの声、釣り人）
- 宇宙のステルヴィア（クルト・ワーグナー）
- 釣りバカ日誌（亀二郎）

2004年
- サムライガン（アルキメデス）
- 探偵学園Q（福丘一哉）
- ONE PIECE（2004年 - 、ハンバーグ、ロズワード聖、ジュラキュール・ミホーク〈2代目〉、船医）

2005年
- おでんくん（甚さん、パパウインナー）
- Xenosaga THE ANIMATION（ヨアキム・ミズラヒ）
- MONSTER（ゼマン警部）

2006年
- Ergo Proxy（移民局オートレイヴ処理課課長）
- 結界師（村上正直）
- DEATH NOTE（英語教師）
- 出ましたっ!パワパフガールズZ（フルーツ店の店主、ブラザー）
- 天保異聞 妖奇士（問屋）

2007年
- ゲゲゲの鬼太郎（第5作）（2007年 - 2008年、水虎、高木先生、髪様、高木）
- 電脳コイル（TVの声）
- レ・ミゼラブル 少女コゼット（神父）

2008年
- コードギアス 反逆のルルーシュR2（幕僚）
- 美肌一族（美肌ケン也）

2009年
- あにゃまる探偵 キルミンずぅ（船古津ビイチロウ）
- 蒼天航路（宋鎰）
- バトルスピリッツ 少年突破バシン（キアノ〈ナンバー3〉）

2010年
- スティッチ! 〜ずっと最高のトモダチ〜（バビン、ナレーション）

2011年
- ちはやふる（詠み手）

2012年
- 聖闘士星矢Ω（髑髏）
- デジモンクロスウォーズ 〜時を駆ける少年ハンターたち〜（ゴクウモン）
- ONE PIECE エピソードオブナミ 〜航海士の涙と仲間の絆〜（ジュラキュール・ミホーク）

2014年
- ONE PIECE “3D2Y” エースの死を越えて! ルフィ仲間との誓い（ジュラキュール・ミホーク）

2015年
- ONE PIECE 〜アドベンチャー オブ ネブランディア〜（ハンバーグ）

2016年
- GATE 自衛隊 彼の地にて、斯く戦えり（森田総理）
- この美術部には問題がある!（小山先生）
- 妖怪ウォッチ（アンドロイド山田、ナレーション）

2017年
- ONE PIECE エピソードオブ東の海 〜ルフィと4人の仲間の大冒険!!〜（ジュラキュール・ミホーク）

2018年
- ラストピリオド -終わりなき螺旋の物語-（ナレーション）
- PERSONA5 the Animation（奥村邦和）

2019年
- ドラえもん（テレビ朝日版第2期）（スズキラス）
- 銀河英雄伝説 Die Neue These（ウッティー）

2020年
- ゲゲゲの鬼太郎（第6作）（森本）
- かぐや様は告らせたい シリーズ（2020年 - 2022年、藤原父 / 藤原大地） - 2シリーズ

2021年
- デジモンゴーストゲーム（2021年 - 2022年、大隈教授）

2022年
- もっと!まじめにふまじめ かいけつゾロリ（カピラ）

2024年
- ドラゴンボールDAIMA（茶屋店主）

### 劇場アニメ
1988年
- 聖闘士星矢 神々の熱き戦い（兵士）
- ドラゴンボール 摩訶不思議大冒険（兵士）
- ビックリマン 第一次聖魔大戦（墓魔）

1989年
- 聖闘士星矢 最終聖戦の戦士たち（男）
- ひみつのアッコちゃん 海だ! おばけだ!! 夏まつり（漁師）
- 変幻退魔夜行 カルラ舞う! 奈良怨霊絵巻（議員）

1990年
- 風の名はアムネジア（司祭）
- シティーハンター ベイシティウォーズ（ドアボーイ）
- ちびまる子ちゃん（戸川先生）
- チンプイ エリさま活動大写真（カメラマン）

1991年
- ドラえもん のび太のドラビアンナイト（シンドバッド）

1992年
- 風の大陸（仮面門）
- 機動戦士ガンダム0083 ジオンの残光（デトローフ・コッセル）
- 三国志（司馬昭、孔秀、捕手）
- ちびまる子ちゃん わたしの好きな歌（戸川先生）
- 21エモン 宇宙いけ! 裸足のプリンセス（ヒロン）
- YAWARA! それゆけ腰ぬけキッズ!!（俊彦の父）

1993年
- Coo 遠い海から来たクー（ツオ）

1994年
- クレヨンしんちゃん ブリブリ王国の秘宝（警備兵3）
- Dr.スランプ アラレちゃん ほよよ!!助けたサメに連れられて…（ウナギ）
- Dr.スランプ アラレちゃん んちゃ!!わくわくハートの夏休み（クリキントン）

1995年
- カッタ君物語（柴田徳夫）
- スラムダンク 湘北最大の危機! 燃えろ桜木花道（名高光）
- ドラえもん のび太の創世日記（タイムパトロールB）
- はじまりの冒険者たち レジェンド・オブ・クリスタニア（ガルディ）

1996年
- 映画 忍たま乱太郎（戸部新左ヱ門）
- ドラゴンクエスト列伝 ロトの紋章（長老妖精）
- ドラゴンボール 最強への道（ホワイト）

1997年
- エルマーの冒険（ワニC）

1998年
- 魔法の剣 キャメロット（グリフィン）

1999年
- 劇場版ポケットモンスター 幻のポケモン ルギア爆誕（リポーター）
- リボンの騎士（ナイロン卿）

2001年
- シャム猫 -ファーストミッション-（野崎首相）

2002年
- ∀ガンダム（ホレス・ニーベン）

2003年
- 黄金の法 エル・カンターレの歴史観（モーゼ）

2009年
- 仏陀再誕－The REBIRTH of BUDDHA（天河一平）

2011年
- 劇場版アニメ 忍たま乱太郎 忍術学園 全員出動!の段（戸部先生、雨鬼）

2012年
- 劇場版 FAIRY TAIL 鳳凰の巫女（カラード）

2015年
- ちびまる子ちゃん イタリアから来た少年（戸川先生）

2019年
- ONE PIECE STAMPEDE（ジュラキュール・ミホーク）

2021年
- 劇場版 美少女戦士セーラームーンEternal（亜美の父親、火野宮司）
- 宇宙の法-エローヒム編-（アモール）

2023年
- しん次元! クレヨンしんちゃん THE MOVIE 超能力大決戦 〜とべとべ手巻き寿司〜（エンゾG）

2024年
- 劇場版 忍たま乱太郎 ドクタケ忍者隊最強の軍師（雨鬼）

### OVA
1987年
- JUNK BOY
- 湘南爆走族

1988年
- Crying フリーマン（潜水艦員、木星爺）
- ザナドゥ ドラゴンスレイヤー伝説（見張C）
- ドミニオン（レッド・コマンド）
- ドラゴンズヘブン（兵士3）
- 魔界都市〈新宿〉（土鬼）

1989年
- 紅い牙 ブルー・ソネット（パイロット、班長）
- 銀河英雄伝説（ヤーコプ・ハウプトマン）
- MEGAZONE23 III（バハムート、EX局員）

1990年
- 暗黒神伝承 武神（ヤクザA）
- 暗黒神話（二郎）
- A-Ko The VS/GRAY SIDE / BLUE SIDE（寿財団秘書）
- 気ままにアイドル
- 天外魔境 自来也おぼろ変（男A）
- トランスフォーマーZ（デバスター）
- BE-BOP-HIGHSCHOOL（1990年 - 1992年、ジュン）
- 風魔の小次郎 聖剣戦争篇（華悪崇A）
- 変幻退魔夜行 カルラ舞う! 仙台小芥子怨歌（宮司）
- 名探偵ハンギョドン（キンギョ氏）

1991年
- 一本包丁満太郎（客）
- 機動戦士ガンダム0083 STARDUST MEMORY（デトローフ・コッセル、パイロット、部下A、兵士、艦長）
- クレオパトラD.C.（キャスター、大統領補佐官）
- 巴がゆく!（弁護士）
- 魔獣戦士ルナ・ヴァルガー（職員）
- 迷走王ボーダー 社会復帰編（駅アナウンス）
- YAIBA（バットマン）
- ロードス島戦記（兵士）

1992年
- うしおととら（よっさん）
- 永遠のフィレーナ（ナレーション）
- 機神兵団（後藤マサヲ、アルバート）
- 幻想叙譚エルシア（グク、悪霊）
- ダウンロード 南無阿弥陀仏は愛の詩
- チャイナさんの憂鬱（ギル）
- ハード&ルーズ 〜私立探偵・土岐正造トラブル・ノート〜（男）

1993年
- 紺碧の艦隊（坂元龍馬〈初代〉、寺島丑三郎〈初代〉、村野大使、ビル・トルーマン、ヴィルヘルム・フォン・リッペ、周布政之助、アルフレート・フォン・ラーベ）
- 代紋TAKE2 第II章（佐山久）
- ツインビー ウインビーの1/8パニック（風神）
- ブラック・ジャック（フレディ）

1994年
- GATCHAMAN（ジョーの父、ロスマンドス伯爵）
- 新・キューティーハニー（ピーピングスパイダー）
- 装甲騎兵ボトムズ 赫奕たる異端（マオリ）
- 東京BABYLON2（河野刑事）
- マクロスプラス

1995年
- アミテージ・ザ・サード（エディー・ロバーズ）
- ようちえん戦隊げんきっず（いじめっ子怪人）

1997年
- 旭日の艦隊（ヴィルヘルム・フォン・リッペ、グスタフ・フォン・ルプレヒト、ヒンデンブルク、ビル・トルーマン）
- 沈黙の艦隊（白石）

1998年
- 火宵の月〜秋狂言〜（北条高時）

2002年
- ジャングルはいつもハレのちグゥ デラックス（ニュースキャスター）

2004年
- 機動戦士ガンダム MS IGLOO（TVの声、旧ザクパイロット、通信士、戦車兵）

2005年
- 鴉 -KARAS-（兄貴分）

2006年
- 機動戦士ガンダムSEED C.E.73 STARGAZER（DSSD局長）

2008年
- ピューと吹く!ジャガー リターン・オブ・約1年ぶり（三太夫セガール）

2010年
- テイルズ オブ シンフォニア THE ANIMATION テセアラ編（テセアラ国王）

### Webアニメ
- ブラック・ジャック（2001年、ニクラ、外務大臣）
- パワフルプロ野球 パワフル高校編（2021年、大杉監督）

### ゲーム
1991年
- ドラゴンスレイヤー英雄伝説 ※PCエンジン版（ゲイル）

1992年
- キアイダン00（佐倉博士）
- スーパーシュヴァルツシルト（アーリーオル・マーカスト） - 2作品
- TRAVELエプル（ペンギン酋長）
- ドラえもん のび太のドラビアンナイト（シンドバット）
- 魔法の少女シルキーリップ（寺岡東）
- 夢幻戦士ヴァリス（地邪ガイーダ、炎邪ベノン）
- YAWARA!
- ライズ・オブ・ザ・ドラゴン（ウィザード・ジェイク）

1993年
- アークスI・II・III（リグ・ヴェーダ、クレイス・プレイ、バザン・ストレイグ）
- イースIV The Dawn of Ys（ジェフ）
- Aランクサンダー 誕生編（名利竜、ギロスティン・ナンバラ、ヘル）
- サイボーグ009（バン＝ボグート）
- ダブルドラゴンII ザ・リベンジ ※PCエンジン SUPER CD-ROM2版
- ふしぎの海のナディア ※PCエンジン SUPER CD-ROM2版（ゴブリン）

1994年
- アルシャーク（デューク・ギーデル）
- エメラルドドラゴン（カルシュワル）
- 天地を喰らう ※PCエンジン SUPER CD-ROM2版
- 美少女戦士セーラームーン ※PCエンジン版（パストワイズマン）
- ポリスノーツ（CDナレーター）

1995年
- 負けるな!魔剣道2（ガレッキー、マーメイド）

1997年
- ネクストキング 恋の千年王国（タラゴン船長）
- はたらく☆少女 てきぱきワーキン・ラブ（トフ）
- 水木しげるの妖怪武闘伝（死神、審判、ナレーション）
- 三國無双（張飛、太史慈）

1998年
- 白き魔女 -もうひとつの英雄伝説-（アルフ）
- デストレーガ（ザウベル）
- はいぱぁセキュリティーズ2（津村安次郎）

1999年
- SDガンダム GGENERATION（1999年 - 2016年、デトローフ・コッセル、オイ・ニュング） - 11作品
- 聖少女艦隊バージンフリート（戦略王）

2000年
- 機動戦士ガンダム ギレンの野望 ジオンの系譜 攻略指令書（特典映像ナレーション）
- 真・三國無双（張飛、太史慈）
- 北斗の拳 世紀末救世主伝説（リハク、スペード）

2001年
- 決戦II（夏侯淵、厳顔）
- サモンナイト2（ラウル・バスク）
- 真・三國無双2（2001年 - 2002年、張飛、太史慈） - 2作品
- ONE PIECE とびだせ海賊団!（ナレーション、スカルフェース）

2002年
- アンリミテッド:サガ（ユン）
- 機動戦士ガンダム ギレンの野望 ジオン独立戦争記（デトローフ・コッセル、連邦士官）
- 三國志戦記（2002年 - 2003年、袁紹、司馬懿、張飛） - 2作品
- スター・ウォーズ ギャラクティック・バトルグラウンド（C-3PO）
- ゼノサーガ エピソードI［力への意志］（ベクター第一開発局局長）
- ソウルリーバー2（ヤーノス・オードレン）
- Only you -リ・クルス-（カーツ）

2003年
- 機動戦士ガンダム めぐりあい宇宙（兵士）
- 真・三國無双3（2003年 - 2004年、張飛、太史慈） - 3作品
- テイルズ オブ シンフォニア（イセリア村長、テセアラ王）

2004年
- 宇宙のステルヴィア（クルト・ワーグナー）
- スーパーロボット大戦MX（2004年 - 2005年、北辰衆） - 2作品
- フレンズ 〜青春の輝き〜（箕輪浩平）※PS2版

2005年
- 三国志大戦（SR賈詡、魏延 他）
- 真・三國無双4（2005年 - 2006年、張飛、太史慈） - 3作品
- スターフォックス アサルト（ベルツィーノ・トード、ジェームズ・マクラウド）
- 亡国のイージス2035 〜ウォーシップガンナー〜（渥美大輔）
- ONE PIECE グラバト! RUSH!（ハンバーグ）

2006年
- 雀・三國無双（張飛、太史慈）
- 天下人（真田昌幸）

2007年
- ガンダム無双（ホレス・ニーベン）
- キン肉マン マッスルグランプリ2（キン肉マンゼブラ）
- シャイニング・ウィンド（ライデル）
- 真・三國無双5（2007年 - 2009年、張飛、太史慈） - 2作品
- ドラゴンシャドウスペル（フランツ神父、F・ドラクロワ）
- 無双OROCHI（張飛、太史慈）

2008年
- キン肉マン マッスルグランプリ2 特盛（キン肉マンゼブラ）
- テイルズ オブ シンフォニア -ラタトスクの騎士-（テセアラ王）
- 無双OROCHI 魔王再臨（張飛、太史慈）

2009年
- セイクリッドブレイズ -SACRED BLAZE-（テンガイ）
- ちびまる子ちゃんDS まるちゃんのまち（佐々木のじいさん、戸川先生）
- 無双OROCHI Z（張飛、太史慈）

2010年
- イース -フェルガナの誓い-（ベルハルト）
- 真・三國無双 MULTI RAID 2（張飛、太史慈）
- 龍が如く4 伝説を継ぐもの（趙）

2011年
- 学園ヘヴン おかわりっ!
- 真・三國無双6（2011年 - 2012年、張飛、太史慈） - 4作品
- 戦場のヴァルキュリア3 -Unrecorded Chronicles-（カール・アイスラー）
- 無双OROCHI 2（2011年 - 2013年、張飛、太史慈） - 4作品
- 龍が如く OF THE END
- ONE PIECE ギガントバトル! 2 新世界（ジュラキュール・ミホーク）

2012年
- テイルズ オブ イノセンス R（ハルトマン）
- デジモンワールド リ:デジタイズ（セバスチャン）
- バイナリー ドメイン（カイン）
- 龍が如く5 夢、叶えし者（大島）
- ワンピース 海賊無双（2012年 - 2020年、ジュラキュール・ミホーク） - 4作品
- ワンピース ROMANCE DAWN 冒険の夜明け（ジュラキュール・ミホーク）

2013年
- 真・三國無双7（2013年 - 2014年、張飛、太史慈） - 3作品
- スーパーロボット大戦OGサーガ 魔装機神III PRIDE OF JUSTICE（ベルガ・メンフィス）
- テイルズ オブ シンフォニア ユニゾナントパック（テセアラ王）
- ONE PIECE アンリミテッドワールド レッド（ジュラキュール・ミホーク）

2014年
- ONE PIECE 超グランドバトル! X（ジュラキュール・ミホーク）
- ONE PIECE ワンピースキングス（ジュラキュール・ミホーク）

2015年
- 東亰ザナドゥ（北都征十郎）
- 龍が如く0 誓いの場所

2016年
- イース VIII -Lacrimosa of DANA-（バルバロス船長、ヒドゥラ）
- 百花百狼 〜戦国忍法帖〜
- ペルソナ5（奥村邦和）
- 妖怪ウォッチ3 スシ/テンプラ/スキヤキ（アンドロイド山田）
- 妖怪ウォッチ ぷにぷに（アンドロイド山田）
- ONE PIECE トレジャークルーズ（ジュラキュール・ミホーク）

2017年
- 妖怪ウォッチバスターズ2 秘宝伝説バンバラヤー ソード/マグナム（アンドロイド山田）

2018年
- 真・三國無双8（2018年 - 2021年、張飛、太史慈）- 2作品
- ゼノブレイド2 黄金の国イーラ（スタニフ）
- 無双OROCHI 3（2018年 - 2019年、張飛、太史慈） - 2作品

2019年
- ペルソナ5 ザ・ロイヤル（奥村邦和）
- 妖怪ウォッチ4++（アンドロイド山田）

2020年
- ブレア・ウィッチ 日本語版（カーヴァー）

2021年
- 英雄伝説 暁の軌跡（サミュエル・ロックスミス）

2022年
- モンスターストライク（2022年 - 2025年、ミホーク、オクムラ・マモン・クニカズ）
- パズル&ドラゴンズ（ジュラキュール・ミホーク）

2023年
- モンスターユニバース（シャワール）

### ドラマCD・カセット
- 悪魔の黙示録（志門の父）
- アニメイトカセットコレクション 超獣機神ダンクーガ（男C）
- イース ドラマCD 異説 〜もう一つのフェルガナ冒険記〜（PlayStation Portable版イース -フェルガナの誓い-限定ドラマCD同梱版）（ベルハルト）
- AIR Vol.7「SUMMER」（僧兵）
- エメラルドドラゴン（ダードワ族長）
- エンジェル・ハート ドラマCDブック（李大人）
- エルフを狩るモノたち ドラマCD VOL.1（神官）
- オーディオRPG 超龍戦記ザウロスナイト（ゾライザ）
- 風の大陸 CDシネマ2 邂逅編 下（刺客B）
- 彼方から（黙面）
- 機動戦士ガンダム0083 CDドラマ2 宇宙の蜉蝣（デトローフ・コッセル）
- 機神兵団「零 機神兵団、出撃せよ!」（後藤マサヲ）
- 餓沙羅鬼見聞録4「出発」（オペレーター）
- GARLAND ガーランド サイレントの章（侍従長）
- GS美神（海親父 他）
- ドラマCD サモンナイト〜界の狭間のゆりかご〜（ラウル、オルフルA）
- シャーロック・ホームズ 恐怖の谷（エームズ執事）
- 真・三國無双 CDドラマコレクションズ（張飛）
- 地獄堂霊界通信（田村先生）※コミックス第6巻ドラマCD付き特装版
- 集英社カセットブック ジョジョの奇妙な冒険 第1巻 空条承太郎見参の巻（教師）
- 水夏 〜SUIKA〜第2章-白河さやか（白河律）
- ソード・ワールドSFC2 いにしえの巨人伝説 序章II（暗殺者）
- 超魔神英雄伝ワタル ドラマアルバム2（ドナちゃん）
- ドラゴンランス戦記（バー・サリアン）
- ドリームハンター麗夢 南麻布魔法倶楽部（博多の駅員）
- テイルズ オブ エターニア（カムラン、ビッツ・ハーシェル）
- テイルズ オブ シンフォニア ロデオライド・ツアー VOL.1（テセアラ国王）
- BACCANO! 1931 The Grand Punk Railroad 鈍行編・特急編（年配の車掌）
- ニューヨーク・ニューヨーク（検視官）
- 人魚伝 安部公房（相棒）
- レイン 雨の日に生まれた戦士（ガルブレイク）
- ロードス島戦記（エント）

### 吹き替え

#### 映画（吹き替え）
- アイ・ラブ・トラブル（サム・スモザマン〈ソウル・ルビネック〉）
- アラジン（魔法の洞窟[48]）
- アルマゲドン
- インデペンデンス・デイ（ブラキッシュ・オークン博士〈ブレント・スパイナー〉）※ソフト版
  - インデペンデンス・デイ: リサージェンス[49]
- 美しき虜（カスティーヨ〈サンティアゴ・セグラ〉）
- 映画 真・三國無双（張飛〈ジャスティン・チャン〉[50]）
- おかしな二人2（保安官〈リチャード・リール〉）
- お葬式だよ全員集合!（ピーター・サイラクーザ〈ピーター・リーガート〉）
- カラー・オブ・ハート（ジョージ・パーカー〈ウィリアム・H・メイシー〉）
- がんばれ!ルーキー（ヘッド）
- グレムリン2 新・種・誕・生（警備員〈リック・ダコマン〉）※ソフト版、（ルイス〈ダン・スタントン〉、警備員〈リック・ダコマン〉）※テレビ朝日版
- 刑事エデン/追跡者（オリヴァー〈デヴィッド・マーギュリーズ〉）
- サイコ（チャーリー）※ソフト版
- ザ・セル（コール〈ディーン・ノリス〉、リード医師〈プルイット・テイラー・ヴィンス〉）
- シザーハンズ（隠居老人、ダフィールド）※ソフト版
- ジム・ヘンソンのウィッチズ/大魔女をやっつけろ!（ルークの父〈ヴィンセント・マルゼッロ〉）
- ジングル・オール・ザ・ウェイ（DJ〈マーティン・マル〉）※ソフト版
- 素顔のままで（ジェリー・キリアン）※ソフト版
- 世界にひとつのロマンティック（ノーム牧師〈カート・フラー〉）
- SOULS 死魂（ルイス〈ラリー・ミラー〉）
- チャーリーとチョコレート工場（TVレポーター）※ソフト版
- 追跡者（取調官）※ソフト版
- 冷たい月を抱く女（アンディ・セイフィアン〈ビル・プルマン〉）※VHS版
- テニス靴をはいたコンピューター（司会者）
- 電話で抱きしめて（ジョー〈アダム・アーキン〉）
- 逃亡者（ロゼッティ刑事）※ソフト版
- ドッグ・ショウ!（グレアム〈ドン・レイク〉）
- ドラキュラ（ホッブス）※旧ソフト版
- ハード・プレイ（リチャード・アンドリュース）
- ハード・ボイルド 新・男たちの挽歌
- パーフェクト・カップル（イジー・ローゼンブラット〈ロブ・ライナー〉、ドウェイン・スミス〈ミケルティ・ウィリアムソン〉）
- パシフィック・ハイツ（ベネット・フィドロー〈ジェリー・ハーディン〉）※VHS版
- 張り込みプラス（コールドシャンク警部〈ダン・ラウリア〉、マイケル）※ソフト版
- ファンタスティック・ビーストと黒い魔法使いの誕生（スピールマン〈ウルフ・ロス〉[51]）
- フィフス・エレメント ※日本テレビ版
- 15ミニッツ（ロバート・ホーキンス〈ケルシー・グラマー〉）※ソフト版
- フェイス/オフ（ディートリッヒ・ハスラー〈ニック・カサヴェテス〉）※ソフト版
- 不法執刀（ゲイジ〈マイケル・マッシー〉）
- プレデター2（キング・ウィリー〈カルヴィン・ロックハート〉）※ソフト版
- ホーム・アローン（スネーク〈マイケル・グイド〉）※ソフト版
- ホーム・アローン2（ディン・ダン・ドンの司会者）※ソフト版
- ホーム・アローン3 ※ソフト版
- ホーリー・ウェディング（クーパー〈コートニー・B・ヴァンス〉）
- ホット・ショット2（マサヒロ・ソト日本国首相〈クライド・クサツ〉）※ソフト版
- BODY/ボディ（グリフィン刑事〈リチャード・リール〉）※VHS版
- マイ・ブラザー・エディ（テイラー先生）
- 魔王（ブレトフェン教授〈ディーター・ラーザー〉）
- 密殺集団（ヒングル〈ジャック・キーホー〉、アナウンサー）
- ミラーズ・クロッシング（テッド〈オレク・クルパ〉、テリー、エイドルフ〈マイケル・ジェッター〉、サル〈マイケル・バダルコ〉）
- みんなのうた（エリオット・スタインブルーム〈ドン・レイク〉）
- もう子守歌はいらない（ジェリー・バーベット、グロディ）
- ラッキー・ユー（ギル・エドワーズ）
- ラッシュアワー（クライブ〈クリス・ペン〉）
- ランブリング・ローズ（神父）
- ロング・キス・グッドナイト（イル〈トム・アマンデス〉）※ソフト版

#### ドラマ
- アリー my Love（アラン・ファーマー〈ウィリー・ガーソン〉）
- ER XI 緊急救命室 #9（アサド〈ジョアンナ・クーリス〉）
- X-ファイル シーズン5 第3話「アンユージュアル・サスペクツ」
- エレメンタリー ホームズ&ワトソン in NY #15
- キャプテンパワー（ロボット）
- 刑事ナッシュ・ブリッジス シーズン3（カリーム・アブドゥル・ジャマー / トミー・ジェローム）
- 新スーパーマン（ボブ牧師 他）
- スーパーナチュラル シーズン8 #18
- 青春!カリブ海（ソロモン）
- どこかでなにかがミステリー シーズン3（アナウンサー）
- ニキータ #11・12
- V.I.P（ビリー・ポーター、ポール・マッカートニー）
- ビバリーヒルズ高校白書 シーズン1・2・8・9（グウィネット 他）
- ブルーブラッド シーズン2
- FRINGE/フリンジ（ジェイコブソン大佐〈ネスター・セラーノ〉）
- 名探偵ポワロ ※NHK版
  - ダベンハイム失踪事件（住人）
  - 盗まれたロイヤル・ルビー（メバリル）
  - グランド・メトロポリタンの宝石盗難事件（受付、作業員）
- 名探偵モンク4 #12（ウィリー〈ダニー・ウッドバーン〉）
- ユーリカ シーズン4（ノア・ドラマー博士〈クリス・パーネル〉）
- ONE PIECE（ミホーク〈スティーヴン・ワード〉[52]）

#### アニメ
- イウォーク物語（ウィーチー）※DVD版
- トムとジェリー ワイルド・スピード
- 101匹わんちゃんII パッチのはじめての冒険
- 魔法の剣 キャメロット（グリフィン）
- Mr.インクレディブル（ナレーター）

#### 人形劇
- きかんしゃトーマス（ナップフォード駅長、見張り番、ジェレマイア・ジョブリング、トビーの機関士、警察官、ビルとベンの機関士、エドワードの機関士〈2代目〉、エルスブリッジ駅長、トロッターさん）※フジテレビ版

### ラジオドラマ
- 青山二丁目劇場
  - 源氏物語〜空蝉〜（2006年、伊予介）
  - DEATH（2007年、川越渉）
  - 佐武と市捕物控（2008年、立川兵衛）
  - サイボーグ009〜誕生編〜（2009年、ガモ・ウィスキー博士）
  - 子宝千歳のウエディングファイル（2010年、月岡洋一郎）
  - 井戸の茶碗（2013年、千代田朴斉）
- NHK-FM 青春アドベンチャー
  - 王の眠る丘（2001年、ナレーション）　
  - 太陽の簒奪者（2006年、ナレーション）
  - トリガー（2007年、語り）
- 花の慶次（2011年、千利休）
- 「花の慶次〜雲のかなたに〜」“琉球の章”（2013年、毛虎）
- 流星倶楽部 ラジオドラマ（黒岩真美、戸塚幸夫、梅垣恵介、鈴木医師、岩倉、西山源助、瀧川幸介）
- まほろばの青い花（大場和人）

### パチンコ・パチスロ
- パチスロキン肉マン〜キン肉星王位争奪編〜（2012年、ウォーズマン、ブロッケンJr.、キン肉マンゼブラ 役）

### 特撮
- ウルトラシリーズ
  - ウルトラマンティガ（誘拐宇宙人レイビーク星人の声、りゅうぐう乗組員の声）
  - ウルトラマンメビウス（光波宇宙人リフレクト星人の声）
  - ウルトラギャラクシー大怪獣バトル NEVER ENDING ODYSSEY（光波宇宙人リフレクト星人〈RB〉の声）
- 仮面ライダー 恐怖の地球温暖化計画（ナレーション）

### テレビドラマ
- 火曜サスペンス劇場 松本清張スペシャル 危険な斜面「愛と欲望にうごめく男と女」（1990年、日本テレビ）
- 木曜劇場 もう誰も愛さない 第2話「偽りの愛」（1991年、フジテレビ）
- シャドウ商会変奇郎（1996年、テレビ朝日）
- らせん 第8話「二度死ぬ子供…」（1999年、フジテレビ）
- 水曜ミステリー9 女かけこみ寺! 刑事・水穂の事件簿（2008年、BSジャパン）
- 特捜最前線2012「爆破0.01秒前の女」（2012年10月1日、東映チャンネル） - ナレーション

### 映画
- ワースト・コンタクト（2005年） - ナレーション

### ボイスオーバー
- ETVカルチャースペシャル（NHK教育）
- 家庭教師のトライCM
- クラシック倶楽部（NHK BSプレミアム）
- クラシック・ロイヤルシート（NHK-BS）
- THE世界遺産（TBS）
- THE 歴史列伝〜そして傑作が生まれた〜（BS-TBS）
- 知への旅（NHK教育）
- 地球ドラマチック（NHK教育）
- 世界の果てまでイッテQ!（日本テレビ）
- BS世界のドキュメンタリー（NHK-BS）
- 見破れ!!トリックハンター（日本テレビ）
- NHKスペシャル「アジア巨大遺跡」（NHK総合）

### ナレーション
- アメトーーク!「密着ドキュメントに憧れる『情熱大陸』出たい芸人」（2016年、テレビ朝日）
- 偉人におみそれ〜ション!!（フジテレビ）
- ウルトラマン (PlayStation 2) - CM
- エンジョイライフ（NHK BS1）
- 女かけこみ寺 刑事・大石水穂
- クローズアップ現代（NHK総合）
- たけし・さんま世紀末特別番組!! 世界超偉人伝説（日本テレビ）
- タイム3（月曜日ナレーション）
- タカラ DX剛力合体パワーダグオンCM
- 世界まる見え!テレビ特捜部（日本テレビ）
- 特報首都圏（NHK総合）
- ウンナンのホントコ!（TBS、ナレーション・未来日記の声）
- 中居正広の金曜日のスマイルたちへ（TBS）
- 実況ワールドサッカー パーフェクトイレブン - CM
- 情報7days ニュースキャスター（TBS）
- 真・三國無双ADVANCE（2005年） - CM
- ダウンタウンのガキの使いやあらへんで!!（日本テレビ）
- ドリームプレス社（TBS、ダイエット企画ナレーション）
- 吉崎金門海峡（TBS、タイトルコール）
- サラリーマンNEO（NHK総合）
- サイエンスチャンネル 「匠の息吹を伝える〜"絶対"なき技術の伝承〜」
- 坂上忍のハンカチ世論調査（日本テレビ）
- 10min.ボックス（NHK教育）
- Begin Japanology（NHK BS1、ピーター・バラカン副音声）
- シルシルミシルさんデー（テレビ朝日、2013年2月3日放送分2時間スペシャル内「パール☆ウォーズ」ナレーション）
- 出没!アド街ック天国（テレビ東京）
- 林修の今、知りたいでしょ!（テレビ朝日）
- パワーワイド（テレビ朝日）
- 報道LIVE あさチャン!サタデー（TBS、ナレーション）
- 歴史ミステリーシリーズ 神々の足跡 EPISODE2（バンダイビジュアル）
- ワールドニュース（NHK-BS1）
- BS世界のドキュメンタリー（NHK-BS1）
- 芸術ハカセ（テレビ朝日）
- ハイビジョン特集（NHK-BS2）
- プロ麻雀 極II（1994年）
- 三井住友カード（2021年） - CM
- メーデー!:航空機事故の真実と真相（ナショナルジオグラフィック）

### 舞台
- 劇団21世紀FOX 第53回公演「風博士」（2003年 / シアターサンモール） - 声の出演

### その他コンテンツ
- 宇宙皇子 カドカワカセットブック（兵士）
- 黄金拍車 異次元騎士カズマ 旅立ちの章 サウンドコレクション（ジェラール）
- キマイラ・吼 幻獣少年キマイラ カドカワカセットブック（西本）
- 機動戦士ガンダム0079カードビルダー（デトローフ・コッセル）
- 世界名作絵本CDシリーズ
  - 「ヘンゼルとグレーテル」
  - 「森の中の3人の小人」

## ディスコグラフィ
| 発売日   | 商品名                                                      | 歌                                         | 楽曲                                         | 備考                                              |
| 2004年   | 2004年                                                      | 2004年                                     | 2004年                                       | 2004年                                            |
| -------- | ----------------------------------------------------------- | ------------------------------------------ | -------------------------------------------- | ------------------------------------------------- |
| 12月18日 | まるまるぜんぶちびまる子ちゃん                              | 佐々木のじいさん（掛川裕彦）               | 「佐々木のじいさんの木の生命力をたたえる歌」 | テレビアニメ『ちびまる子ちゃん』挿入歌            |
| 2010年   |                                                             |                                            |                                              |                                                   |
| 6月9日   | あにゃまる探偵キルミンずぅ アソートCD (1)                   | フナコツさんとキルミンずぅの愉快な仲間たち | 「ズバッと解決！ラッキー探偵（OA Ver.）」    | テレビアニメ『あにゃまる探偵 キルミンずぅ』関連曲 |
| 8月4日   | あにゃまる探偵キルミンずぅ アソートCD (2)                   | フナコツさんとキルミンずぅの愉快な仲間たち | 「ズバッと解決！ラッキー探偵 KAMIHAMA MIX」  | テレビアニメ『あにゃまる探偵 キルミンずぅ』関連曲 |
| 2015年   |                                                             |                                            |                                              |                                                   |
| 1月28日  | ONE PIECE ニッポン縦断! 47クルーズCD in 徳島 海を見つめる目 | ジェラキュール・ミホーク（掛川裕彦）       | 「海を見つめる目」                           | テレビアニメ『ONE PIECE』関連曲                   |
| 2016年   |                                                             |                                            |                                              |                                                   |
| 2月24日  | ONE PIECE ニッポン縦断! 47クルーズ ALBUM "南"               | ジェラキュール・ミホーク（掛川裕彦）       | 「海を見つめる目」                           | テレビアニメ『ONE PIECE』関連曲                   |